# Sven Dodlek
Sven Dodlek (* 28. September 1995 in Maribor) ist ein slowenisch-kroatischer Fußballspieler auf der Position eines Mittelfeldspielers. Seit Sommer 2019 steht der 20-fache slowenische und kroatische Juniorennationalspieler beim ASK Voitsberg mit Spielbetrieb in der Landesliga Steiermark, der österreichischen Viertklassigkeit, unter Vertrag.
Sein älterer Bruder Timotej (* 1989) ist ebenfalls ein Profifußballspieler.

## Vereinskarriere

### Karrierebeginn
Sven Dodlek wurde am 28. September 1995 als Sohn einer Slowenin und eines Kroaten in Maribor geboren und begann noch in seiner Kindheit mit dem Fußballspielen. So spielte er unter anderem im Nachwuchsbereich des unterklassigen Amateurvereins NK Pobrežje und schaffte von diesem im Jahre 2009 den Sprung in die Jugendabteilung und in weiterer Folge in die Akademie des slowenischen Erstligisten NK Maribor. Er fiel durch seine Offensivstärke und ausgeprägte Torgefährlichkeit auf. So hatte er in der Saison 2009/10, in der er für die U-15-Mannschaft des Klubs in Erscheinung trat, zwölf Tore in 20 Spielen erzielt und trat in der darauffolgenden Spielzeit 2010/11 bereits für die U-17-Mannschaft in der 1. Slovenska Kadetska Liga an. In dieser zumeist defensiv eingesetzt, brachte es der zu diesem Zeitpunkt 15-Jährige auf lediglich zwei Treffer bei 27 Meisterschaftseinsätzen. Zu dieser Zeit legte die Akademie von Newcastle United ein Angebot für den damals 15-Jährige vor, das Dodleks Vater jedoch ablehnte. Auch in der folgenden Saison 2011/12 gehörte er dem U-17-Aufgebot des slowenischen Klubs an, fand wieder zurück zu seiner Torgefährlichkeit und steuerte 21 Tore bei 27 Ligaspielen bei.
Mit 17 Jahren stieg Dodlek in die U-19-Mannschaft mit Spielbetrieb in der 1. Slovenska Mladinska Liga auf und vertrat diese in seiner ersten Saison bereits in 25 Meisterschaftsspielen, in denen er elf Mal zum Torerfolg kam. Hinzu kamen vier Spiele und ein Tor im Mladinski Pokal, dem slowenischen Juniorenpokal. Aufgrund seiner Leistungen auf nationaler und internationaler Ebene wurde er unter anderem im Sommer 2013 von italienischen Klubs wie dem AC Florenz oder Lazio Rom umworben. 2013/14 blieb Dodlek weiterhin torgefährlich und erzielte 14 Tore in 19 Spielen in der 1. SML, sowie zwei Tore in drei Spielen des Mladinski Pokals. Aufgrund seiner starken Leistungen holte ihn Trainer Ante Šimundža im sportlich bereits unbedeutenden vorletzten Saisonspiel der Saison 2013/14 in die Herrenmannschaft, für die er beim 2:1-Auswärtssieg über den ND Gorica von Beginn an zum Einsatz kam und in der 70. Spielminute durch Matic Črnic ersetzt wurde. Mit dem Klub aus Maribor, der in dieser Saison auch den slowenischen Fußballpokal gewann, wurde er in weiterer Folge slowenischer Meister und sicherte sich so mit der Mannschaft einen Startplatz in der 2. Qualifikationsrunde zur UEFA Champions League 2014/15.

### Torgefährlicher Spieler bei NK Maribor B
In der Saison 2014/15 trat Dodlek vor allem für die B-Mannschaft der Mariborer in der viergleisigen slowenischen Drittklassigkeit in Erscheinung; bei acht Meisterschaftseinsätzen kam er auf neun Treffer. In der Profimannschaft saß er lediglich in einem Ligaspiel uneingesetzt auf der Ersatzbank und absolvierte nur einen Kurzeinsatz im Zweitrundenspiel des slowenischen Fußballpokals 2014/15 gegen den NK Radomlje. 2015/16 gehörte er ebenfalls vorrangig der B-Mannschaft an und war mit 19 Toren aus 21 Ligaspielen deren torgefährlichster Spieler. Hinter Jurica Jeleć vom NK Brežice 1919 (27 Tore) und NK Šampion Celje vom Blaž Kramer (23 Tore) war er mit seinen 19 Meisterschaftstreffern der dritterfolgreichste Torschütze der Liga in dieser Saison. Für die Profimannschaft kam er zu keinem Pflichtspieleinsatz und saß lediglich in einer Pokalpartie ohne Einsatz auf der Ersatzbank. Ohne Aussicht auf einen wirklichen Durchbruch in die Profimannschaft der Mariborer wechselte Dodlek im August 2016 den Verein und schloss sich dem Erstligisten NK Rudar Velenje an. Ein geplanter Wechsel zum SC Freiburg kam nach einem Probetraining nicht zustande.

### Wechsel zu Rudar Velenje und Ankaran
Bei NK Rudar Velenje debütierte er am 20. August 2016 bei einer 1:2-Heimniederlage gegen den ND Gorica, als ihn Trainer Slobodan Krčmarević ab der 55. Minute für Anže Pišek einwechselte. Nachdem er Ende Oktober einen letzten Kurzeinsatz absolviert hatte, gehörte er in weiterer Folge unter Krčmarević und dessen Nachfolger Vanja Radinović kaum zum Kader. Oftmals saß er auf der Ersatzbank oder musste gar auf der Tribüne Platz nehmen. Erst Ende April 2017 brachte es Dodlek wieder auf einen kurzen Einsatz in der Liga und war in für die Mannschaft bereits sportlich unbedeutenden letzten Meisterschaftsspielen im Mai noch einige Male für wenige Minuten auf dem Spielfeld. Insgesamt brachte es die junge Offensivkraft in dieser Saison auf 12 Ligaeinsätze, in denen er auf lediglich 200 Einsatzminuten kam. Hinzu kam noch ein Einsatz im slowenischen Pokal 2016/17, bei dem er sein Team durch zwei Treffer bei einem 2:1-Sieg über den NK Dekani in die nächste Runde führte. Während Rudar Velenje erst im Pokalviertelfinale gegen den NK Krka ausschied, belegte das Team im Endklassement der Slovenska Nogometna Liga den siebenten Platz.
In der Sommerpause vor der Spielzeit 2017/18 wechselte Dodlek zum Meister der zweiten slowenischen Liga und Aufsteiger NK Ankaran. Er absolvierte schon im ersten Saisonspiel, einem 0:0-Remis gegen den zweiten Aufsteiger NK Triglav Kranj, sein Pflichtspieldebüt, als er in Minute 57 für David Lukanc auf den Rasen kam. Danach kam er bis zur siebenten Runde, die Ende August 2017 ausgetragen wurde, zu regelmäßigen Ligaeinsätzen, konnte aber bei weitem nicht als Stammkraft angesehen werden. Nach Einsätzen in sechs der ersten sieben Meisterschaftsspiele, von denen keines gewonnen wurde, gehörte Dodlek ab Anfang September nicht mehr zum Kader und wurde von Trainer Vlado Badzim für kein weiteres Pflichtspiel seiner Mannschaft mehr berücksichtigt. Den späteren direkten Abstieg des NK Ankaran zurück in die slowenische Zweitklassigkeit verpasste Dodlek, da er noch in der Winterpause seinen ersten Auslandswechsel antrat und sich dem steirischen Landesligisten ASK Voitsberg anschloss.

### Als Legionär in den österreichischen Amateurfußball
Davor wollte sich Dodlek bei einem Testspiel der Voitsberger gegen die zweite Mannschaft des SK Sturm Graz für die Grazer empfehlen; doch statt nach Graz wechselte er nach Voitsberg. In der österreichischen Viertklassigkeit startete er als Stammspieler ins Frühjahr und wurde in den ersten sieben Meisterschaftsspielen des Frühjahrs jeweils von Beginn an vom einstigen Profispieler und nunmehrigen Fußballtrainer Christian Zach eingesetzt. Dabei gelang ihm mitunter auch ein Treffer. Ab der 23. Meisterschaftsrunde erfolgte allerdings die Wende und Dodlek gehörte bis zum Saisonende nicht mehr zum Kader der Herrenmannschaft und war auch nicht bei der zweiten Mannschaft des Klubs vorzufinden. Nach lediglich sieben Landesligaeinsätzen wechselte Dodlek im Sommer 2018 eine Spielklasse höher zum in der Regionalliga Mitte spielenden SC Kalsdorf. Bei den Kalsdorfern avancierte er unter Trainer Enrico Kulovits rasch zu einem Stammspieler im offensiven Mittelfeld und kam bis zur Winterpause in 14 von 15 möglichen Ligaspielen zum Einsatz, erzielte dabei zwei Tore und steuerte drei Torvorlagen bei. Im Winter schloss er sich daraufhin innerhalb der Liga und des Bundeslandes dem FC Gleisdorf 09 an. Während er in Kalsdorf nahezu ausnahmslos die Rolle eines offensiven Mittelfeldspielers einnahm, agierte er unter Andreas Moriggl und dessen Nachfolger Markus Karner bei den Gleisdorfern auf verschiedenen Mittelfeldpositionen. Bis zum Saisonende brachte er es auf elf Ligaeinsätze, sowie einen -treffer und rangierte mit der Mannschaft im Endklassement mit 14 Zählern Rückstand auf den Grazer AK auf dem zweiten Tabellenplatz der Regionalliga Mitte. Sein mit 30. Juni 2019 auslaufender Vertrag bei den Gleisdorfern wurde nicht verlängert, womit Dodlek vereinslos wurde.
In weiterer Folge schloss er sich kurz darauf erneut dem ASK Voitsberg aus der viertklassigen Landesliga Steiermark an und bildete dort zusammen mit Daniel Brauneis ein torgefährliches Angriffsduo. Bis dato (Stand: 15. Dezember 2019) brachte es Dodlek auf neun Tore in 13 Spielen; sein Sturmpartner Brauneis kam auf eine Bilanz von zehn Toren aus 15 Einsätzen. Zur Winterpause 2019/20 rangiert die Mannschaft auf dem ersten Tabellenplatz.

## Nationalmannschaftskarriere
Erste Erfahrungen in einer Nachwuchsnationalmannschaft des slowenischen Fußballverbandes sammelte Dodlek im Jahre 2010, als er am 18. August bei einer 0:4-Niederlage der slowenischen U-16-Junioren gegen die Alterskollegen aus Österreich debütierte. Dies blieb zugleich sein einziger Einsatz im U-16-Kader, denn nur etwas über ein halbes Jahr später folgten erste Einsätze in der U-17-Nationalmannschaft Sloweniens. Nach seinem Debüt am 15. Februar 2011 absolvierte er mit der Mannschaft Anfang April die Vorbereitung auf das Torneo delle Nazioni und nahm in weiterer Folge mit dem Team an ebendiesem Turnier in Gradisca d’Isonzo im italienisch-slowenischen Grenzgebiet teil. Mit den Slowenen schaffte er den Einzug ins Halbfinale, schied in diesem jedoch gegen die Kroaten aus und unterlag schließlich auch im Spiel um Platz 3 gegen Italien. Dodlek wurde in allen fünf Turnierspielen der Slowenen eingesetzt und steuerte in einem Gruppenspiel gegen Russland einen Treffer bei.
Ende August und Anfang September 2011 kam Dodlek noch in drei freundschaftlichen Länderspielen zum Einsatz und absolvierte gegen Ende September zwei weitere solcher Spiele. Danach kehrte erst rund ein halbes Jahr später wieder zurück in Sloweniens U-17-Kader und absolvierte Anfang März 2012 ein Freundschaftsspiel gegen Bosnien und Herzegowina. Nachdem er im Mai 2012 noch in zwei Spielen der Gruppenphase der U-17-Europameisterschaft im eigenen Land zum Einsatz gekommen und mit den Slowenen als Letzter der Gruppe B frühzeitig ausgeschieden war, absolvierte er in weiterer Folge kein weiteres Länderspiel mehr für Slowenien. Stattdessen wechselte der einstige Kapitän der slowenischen U-17-Nationalmannschaft Anfang des Jahres 2013 den Verband und vermeldete, in Zukunft nur mehr für das Geburtsland seines Vaters in Erscheinung treten zu wollen.
Daraufhin gehörte er unter anderem der kroatischen U-18-Auswahl an und absolvierte für diese inoffizielle Einsätze. Bereits im Sommer 2013 stand er im Aufgebot der kroatischen U-19-Nationalmannschaft, für die er allerdings erst im April des nachfolgenden Jahres sein Länderspieldebüt gab. Als Mitglied der kroatischen U-19-Auswahl nahm er im Juni 2014 an der erstmaligen Austragung des sogenannten Panda Cup in Chengdu in China teil. Für die Kroaten absolvierte er alle drei Spiele des Turniers und belegte mit der Mannschaft hinter den Brasilien den zweiten Platz.

## Erfolge

### Vereinserfolge
Mit dem NK Maribor
- Meister der Slovenska Nogometna Liga: 2013/14